# Guy Ritchie
Guy Stuart Ritchie (født 10. september 1968 i Hatfield, Hertfordshire) er en engelsk manuskriptforfatter og filminstruktør. Sammen med sin producent Matthew Vaughn driver han selskabet SKA Film.
Ritchie er ud af en engelsk arbejderklassefamilie. Han er ordblind og forlod folkeskolen som 15-årig. Han er som instruktør og manuskriptforfatter autodidakt. Han debuterede med kortfilmen The Hard Case i 1995 og brugte efterfølgende tre år på at skaffe penge til at realisere sit manuskript til Rub, stub og to rygende geværer, der fik premiere i 1998. Den blev en stor succes og foregår ligesom opfølgeren Snatch fra 2000 i Londons kriminelle miljø.
Ritchie blev 22. december 2000 gift med Madonna. De fik en søn, Rocco (født 2000) og adopterede sønnen David, men blev skilt i 2008. Han blev senere gift med modellen Jacqui Ainsley.[kilde mangler]
Robbie Williams' sang She's Madonna handler om Ritchie.[kilde mangler]

## Filmografi

### Feature film
| År   | Titel                                 | Instruktør | Manuskriptforfatter | Producer | Notes                 |
| ---- | ------------------------------------- | ---------- | ------------------- | -------- | --------------------- |
| 1998 | Lock, Stock and Two Smoking Barrels   | Ja         | Ja                  | Nej      | Also casting director |
| 2000 | Snatch                                | Ja         | Ja                  | Nej      |                       |
| 2002 | Swept Away                            | Ja         | Ja                  | Nej      |                       |
| 2005 | Revolver                              | Ja         | Ja                  | Nej      |                       |
| 2008 | RocknRolla                            | Ja         | Ja                  | Ja       |                       |
| 2009 | Sherlock Holmes                       | Ja         | Nej                 | Nej      |                       |
| 2011 | Sherlock Holmes: A Game of Shadows    | Ja         | Nej                 | Nej      |                       |
| 2015 | The Man from U.N.C.L.E.               | Ja         | Ja                  | Ja       |                       |
| 2017 | King Arthur: Legend of the Sword      | Ja         | Ja                  | Ja       |                       |
| 2019 | Aladdin                               | Ja         | Ja                  | Nej      |                       |
| 2019 | The Gentlemen                         | Ja         | Ja                  | Ja       |                       |
| 2021 | Wrath of Man                          | Ja         | Ja                  | Ja       |                       |
| 2023 | Operation Fortune: Ruse de Guerre     | Ja         | Ja                  | Ja       |                       |
| 2023 | Guy Ritchie's The Covenant            | Ja         | Ja                  | Ja       |                       |
| 2024 | The Ministry of Ungentlemanly Warfare | Ja         | Ja                  | Ja       |                       |
| 2025 | In the Grey                           | Ja         | Ja                  | Ja       | Post-production       |
| TBA  | Fountain of Youth                     | Ja         | Nej                 | Ja       | Filming               |
| TBA  | Wife and Dog                          | Ja         | Ja                  | Ja       |                       |

### Kortfilm
| År   | Titel         | Instruktør | Producer! Notes |               |
| ---- | ------------- | ---------- | --------------- | ------------- |
| 1995 | The Hard Case | Ja         | Ja              |               |
| 2001 | The Hire      | Ja         | Ja              | Segment: Star |

### Cameo-optrædener
| År   | Titel                            | Rolle                 |
| ---- | -------------------------------- | --------------------- |
| 2000 | Snatch                           | Man reading newspaper |
| 2008 | RocknRolla                       | Man riding bicycle    |
| 2017 | King Arthur: Legend of the Sword | Inn owner             |

### Tv
| År   | Titel          | Instruktør | Executive producer | Manuskriptforfatter | Noter                                       |
| ---- | -------------- | ---------- | ------------------ | ------------------- | ------------------------------------------- |
| 2000 | Lock, Stock... | Nej        | Ja                 | Ja                  | Skrev episoden: "...and Four Stolen Hooves" |
| 2024 | The Gentlemen  | Delvist    | Ja                 | Ja                  |                                             |
| 2024 | The Donovans   | Ja         | Nej                | Ja                  |                                             |
| TBA  | Gracie         | Nej        | Ja                 | Nej                 | Filmer                                      |